# ليستير ماكلاين
ليستير ماكلاين (بالإنجليزية: Lester McClain)‏ هو لاعب كرة قدم أمريكية أمريكي، ولد في 17 سبتمبر 1949.

## روابط خارجية
- ليستير ماكلاين على موقع كلية كرة القدم في سبورتس رفرنس.كوم (الإنجليزية)
- ليستير ماكلاين على موقع قاعة تينيسي للمشاهير الرياضية (الإنجليزية)